# Oro (álbum de Divididos)
Oro es el tercer álbum recopilatorio sacado a la venta por la banda de rock argentina Divididos. Pasando por Acariciando lo áspero (1991), con la versión "Voodoo Chile" y "Sábado", y volviendo a 1989 con "Che, ¿Qué esperás?" y varias canciones de La era de la boludez.

## Listado de canciones
Todas las canciones compuestas por banda, excepto las señaladas.

| N.º | Título                                     | Álbum                     | Duración |  |
| 1.  | «¿Qué Ves?»                                | La Era De La Boludez      | 5:13     |  |
| 2.  | «El Burrito»                               | Acariciando Lo Áspero     | 3:21     |  |
| 3.  | «Ortega Y Gasés»                           | La Era De La Boludez      | 2:32     |  |
| 4.  | «¿Qué Tal?»                                | Acariciando Lo Áspero     | 3:00     |  |
| 5.  | «Dame Un Limón»                            | La Era De La Boludez      | 3:57     |  |
| 6.  | «El Arriero» (Atahualpa Yupanqui cover)    | La Era De La Boludez      | 6:38     |  |
| 7.  | «Salir A Asustar»                          | La Era De La Boludez      | 3:20     |  |
| 8.  | «Cielito Lindo» (canción popular mexicana) | Acariciando Lo Áspero     | 3:38     |  |
| 9.  | «Ala Delta»                                | Acariciando Lo Áspero     | 5:54     |  |
| 10. | «Che, ¿Qué Esperás?»                       | 40 Dibujos Ahí En El Piso | 4:04     |  |
| 11. | «Tomando Mate En La Paz»                   | Otroletravaladna          | 4:23     |  |
| 12. | «Sábado»                                   | Acariciando Lo Áspero     | 4:16     |  |
| 13. | «Salir A Comprar»                          | La Era De La Boludez      | 4:38     |  |
| 14. | «Basta Fuerte»                             | Otroletravaladna          | 4:55     |  |
| 15. | «Soy Quien No Ha De Morir»                 | Juntos Por Chiapas        | 2:24     |  |
| 16. | «Tajo C»                                   | La Era De La Boludez      | 2:47     |  |
| 17. | «Voodoo Chile» (Jimi Hendrix cover)        | Acariciando Lo Áspero     | 4:17     |  |
| 18. | «Paisano De Hurlingham»                    | La Era De La Boludez      | 3:58     |  |